# Fórmula de d'Alembert
La fórmula de d'Alembert és la solució general de l'equació d'ona unidimensional homogènia, una equació en derivades parcials hiperbòlica. Va ser deduïda pel matemàtic Jean le Rond d'Alembert.
[No s'ha de confondre amb l'Equació de d'Alembert, del mateix autor, que és una equació diferencial ordinària no lineal de primer ordre.]
Donada l'equació d'ona unidimensional homogènia
{\displaystyle u_{tt}-c^{2}u_{xx}=0,}
la fórmula de d'Alembert té expressió:
{\displaystyle u(x,t)={\frac {1}{2}}\left[g(x-ct)+g(x+ct)\right]+{\frac {1}{2c}}\int _{x-ct}^{x+ct}h(\xi )d\xi ,}
on g i h són funcions escalars a escollir. Les possibles tries d'aquestes funcions permeten obtenir les diferents solucions de l'equació d'ones. Tanmateix, no qualsevol tria de g i h condueix a una solució. Per exemple, si g no és diferenciable, és probable que la funció u(x,t) donada per la fórmula tampoc ho sigui, i llavors l'equació d'ona deixa de tenir sentit. Una condició suficient perquè la funció donada per la fórmula de d'Alembert sigui solució de l'equació d'ona és que {\displaystyle g\in C^{2}} i {\displaystyle h\in C^{1}} (per aquesta notació vegeu classe de diferenciabilitat).

## Deducció
S'obté com a solució del problema de Cauchy:
{\displaystyle \left\{{\begin{matrix}u_{tt}-c^{2}u_{xx}=0&{\text{on }}x\in \mathbb {R} ,t>0\\u(x,0)=g(x)&{\text{on }}x\in \mathbb {R} \\u_{t}(x,0)=h(x)&{\text{on }}x\in \mathbb {R} \end{matrix}}\right.}
amb g i h arbitràries.
Les corbes característiques de l'equació en derivades parcials són les rectes {\displaystyle x\pm ct=\mathrm {const} \,}, de manera que amb el canvi de variables {\displaystyle \mu =x+ct,\eta =x-ct\,} es pot transformar l'equació en derivades parcials en {\displaystyle u_{\mu \eta }=0\,}. La solució general de l'equació en derivades parcials és {\displaystyle u(\mu ,\eta )=F(\mu )+G(\eta )\,} on {\displaystyle F\,} i {\displaystyle G\,} són funcions {\displaystyle C^{1}\,}. Tornant a les coordenades {\displaystyle x,t\,},
{\displaystyle u(x,t)=F(x+ct)+G(x-ct)\,}
{\displaystyle u\,} és {\displaystyle C^{2}\,} si {\displaystyle F\,} i {\displaystyle G\,} són {\displaystyle C^{2}\,}.
Aquesta solució {\displaystyle u\,} pot ser interpretada com dues ones de velocitat {\displaystyle c\,} que es desplacen en direccions oposades al llarg de l'eix x.
A continuació es considera aquesta solució amb la condició de frontera de Cauchy {\displaystyle u(x,0)=g(x),u_{t}(x,0)=h(x)\,}.
Usant {\displaystyle u(x,0)=g(x)\,} s'obté {\displaystyle F(x)+G(x)=g(x)\,}.
Usant {\displaystyle u_{t}(x,0)=h(x)\,} s'obté {\displaystyle cF'(x)-cG'(x)=h(x)\,}.
Integrant l'última equació s'aconsegueix
{\displaystyle cF(x)-cG(x)=\int _{-\infty }^{x}h(\xi )d\xi +c_{1}\,}
Les solucions del sistema d'equacions format per les equacions última i antepenúltima són
{\displaystyle F(x)={\frac {-1}{2c}}\left(-cg(x)-\left(\int _{-\infty }^{x}h(\xi )d\xi +c_{1}\right)\right)\,}
{\displaystyle G(x)={\frac {-1}{2c}}\left(-cg(x)+\left(\int _{-\infty }^{x}h(\xi )d\xi +c_{1}\right)\right)\,}
Ara, usant
{\displaystyle u(x,t)=F(x+ct)+G(x-ct)\,}
la fórmula de d'Alembert esdevé:
{\displaystyle u(x,t)={\frac {1}{2}}\left[g(x-ct)+g(x+ct)\right]+{\frac {1}{2c}}\int _{x-ct}^{x+ct}h(\xi )d\xi }